# Alberto Gallardo
Pour les articles homonymes, voir Gallardo.
Alberto Gallardo, de son nom complet Félix Alberto Gallardo Mendoza (Chincha Alta, 28 novembre 1940 – Lima, 19 janvier 2001), est un footballeur péruvien reconverti en entraîneur.

## Biographie

### Carrière de joueur

#### En club
Idole du Sporting Cristal, El Jet « l'avion à réaction » – son surnom – y marque 149 buts en 261 matchs et remporte quatre championnats du Pérou dans les années 1960 et 1970 (voir palmarès). En dehors de son pays natal, il a l'occasion de jouer en Italie (Milan AC et Cagliari) puis à Palmeiras, au Brésil, où il remporte la Taça Brasil et le Torneio Roberto Gomes Pedrosa la même année (1967).

#### En équipe nationale
International péruvien à 37 reprises (1963-1972) pour 11 buts, Alberto Gallardo participe au championnat sud-américain de 1963 en Bolivie, inscrivant quatre buts. Il participe également à la Coupe du monde 1970, au Mexique, où il inscrit deux buts, le premier contre la Bulgarie, à la 50e minute (3-2), et le deuxième contre le Brésil, à la 28e minute (2-4).

##### Buts en sélection
| Buts en sélection d'Alberto Gallardo | Buts en sélection d'Alberto Gallardo | Buts en sélection d'Alberto Gallardo         | Buts en sélection d'Alberto Gallardo | Buts en sélection d'Alberto Gallardo | Buts en sélection d'Alberto Gallardo | Buts en sélection d'Alberto Gallardo |
|                                      | Date                                 | Lieu                                         | Adversaire                           | Score                                | Résultat                             | Compétition                          |
| ------------------------------------ | ------------------------------------ | -------------------------------------------- | ------------------------------------ | ------------------------------------ | ------------------------------------ | ------------------------------------ |
| 1.                                   | 13 mars 1963                         | Estadio Félix Capriles, Cochabamba (Bolivie) | Argentine                            | 2-1                                  | 2-1                                  | CA 1963                              |
| 2.                                   | 21 mars 1963                         | Estadio Hernando Siles, La Paz (Bolivie)     | Bolivie                              | 1-1                                  | 3-2                                  | CA 1963                              |
| 3.                                   | 24 mars 1963                         | Estadio Hernando Siles, La Paz (Bolivie)     | Colombie                             | 1-0                                  | 1-1                                  | CA 1963                              |
| 4.                                   | 27 mars 1963                         | Estadio Félix Capriles, Cochabamba (Bolivie) | Paraguay                             | 1-3                                  | 1-4                                  | CA 1963                              |
| 5.                                   | 7 avril 1969                         | Estádio Beira-Rio, Porto Alegre (Brésil)     | Brésil                               | 1-1                                  | 2-1                                  | Amical                               |
| 6.                                   | 9 avril 1969                         | Estádio do Maracanã, Rio de Janeiro (Brésil) | Brésil                               | 0-1                                  | 3-2                                  | Amical                               |
| 7.                                   | 17 août 1969                         | Estadio Nacional, Lima (Pérou)               | Bolivie                              | 3-0                                  | 3-0                                  | QCM 1970                             |
| 8.                                   | 21 avril 1970                        | Lima (Pérou)                                 | Salvador                             | 1-0                                  | 3-0                                  | Amical                               |
| 9.                                   | 2 juin 1970                          | Estadio Nou Camp, León (Mexique)             | Bulgarie                             | 1-2                                  | 3-2                                  | CM 1970                              |
| 10.                                  | 14 juin 1970                         | Estadio Jalisco, Guadalajara (Mexique)       | Brésil                               | 1-2                                  | 2-4                                  | CM 1970                              |
| 11.                                  | 11 juin 1972                         | Belfort Duarte, Curitiba (Brésil)            | Bolivie                              | 1-0                                  | 3-0                                  | Taça Indep.                          |

### Carrière d'entraîneur
Dès la fin des années 1970, il devient entraîneur par intérim du Sporting Cristal à deux reprises, puis y est nommé entraîneur officiellement en 1981. Il revient encore deux fois sur le banc du club en 1985 (intérim), puis en 1988, lorsqu'il remplace Óscar Montalvo et remporte le championnat.
Après une expérience à la tête de l'équipe du Pérou des moins de 17 ans en 1993, Gallardo dirige des clubs de 2e division avec à chaque fois une réussite exceptionnelle puisqu'il est sacré champion trois fois d'affilée avec trois clubs différents : l'Unión Huaral, le Guardia Republicana et l'Alcides Vigo en 1994, 1995 et 1996, respectivement.

### Décès
Alberto Gallardo décède à Lima, le 19 janvier 2001, des suites d'une opération à la vésicule biliaire. En guise d'hommage, le stade où évolue le Sporting Cristal porte son nom.

## Palmarès

### Palmarès de joueur
| Sporting Cristal - Championnat du Pérou (4) : - Champion : 1961, 1968, 1970 et 1972. - Meilleur buteur : 1961 (18 buts) et 1962 (22 buts). |  | SE Palmeiras - Championnat du Brésil (2) : - Champion : 1967 (Torneio Roberto Gomes Pedrosa) et 1967 (Taça Brasil). - Championnat de São Paulo (1) : - Champion : 1966. |

### Palmarès d'entraîneur
| Sporting Cristal - Championnat du Pérou (1) : - Champion : 1988. |  | Unión Huaral - Championnat du Pérou D2 (1) : - Champion : 1994. |  | Guardia Republicana - Championnat du Pérou D2 (1) : - Champion : 1995. |  | Alcides Vigo - Championnat du Pérou D2 (1) : - Champion : 1996. |